# Hofstetten (Hitzhofen)
Hofstetten ist Ortsteil der Gemeinde Hitzhofen im oberbayerischen Landkreis Eichstätt. Hofstetten ist Sitz einer Pfarrei im Dekanat Eichstätt.

## Geschichte
Das Pfarrdorf Hofstetten wurde am 1. Mai 1978 nach Hitzhofen eingemeindet.

## Sehenswürdigkeiten
- Jura-Bauernhof-Museum

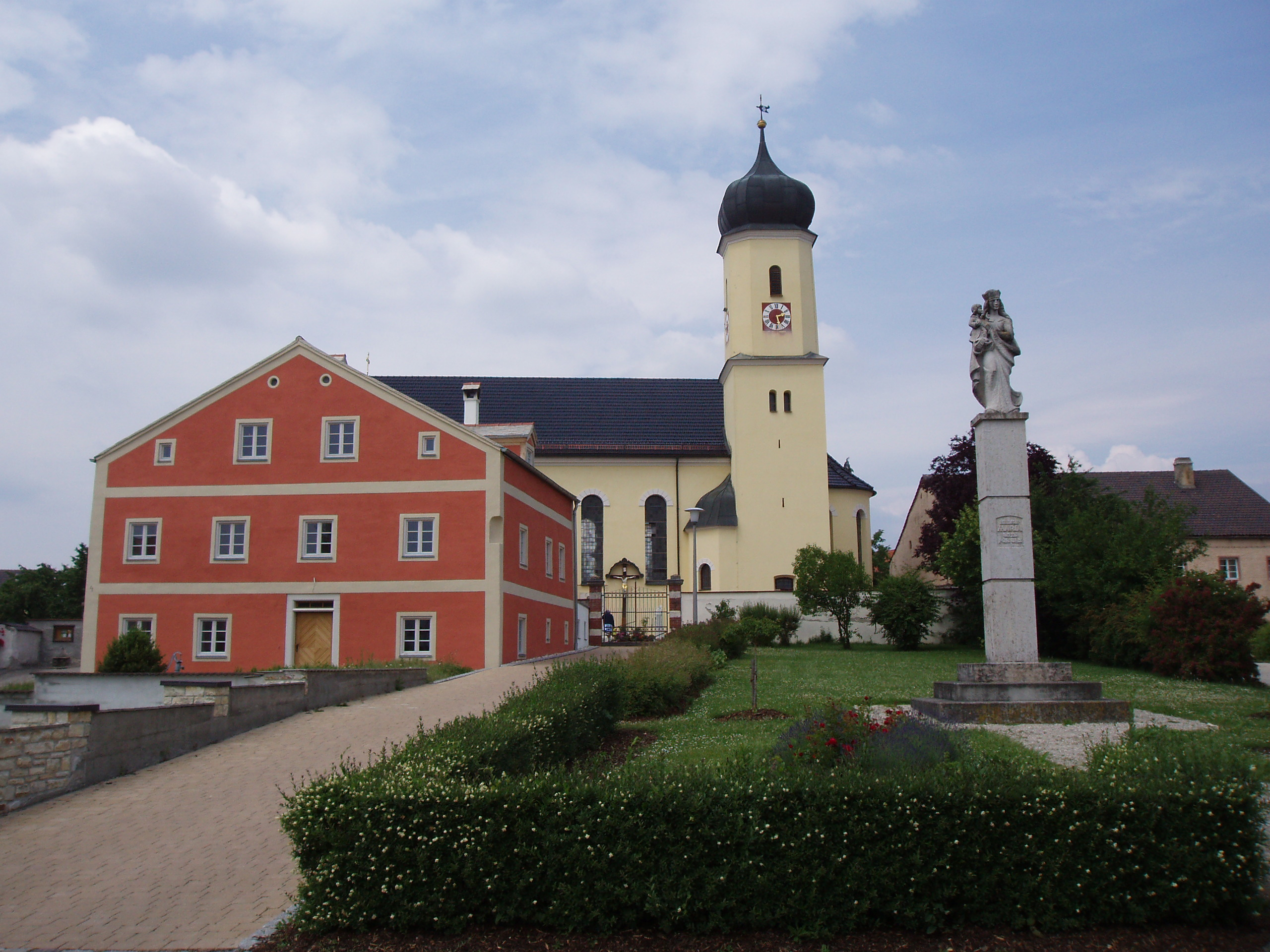
Hofstetten, Pfarrkirche

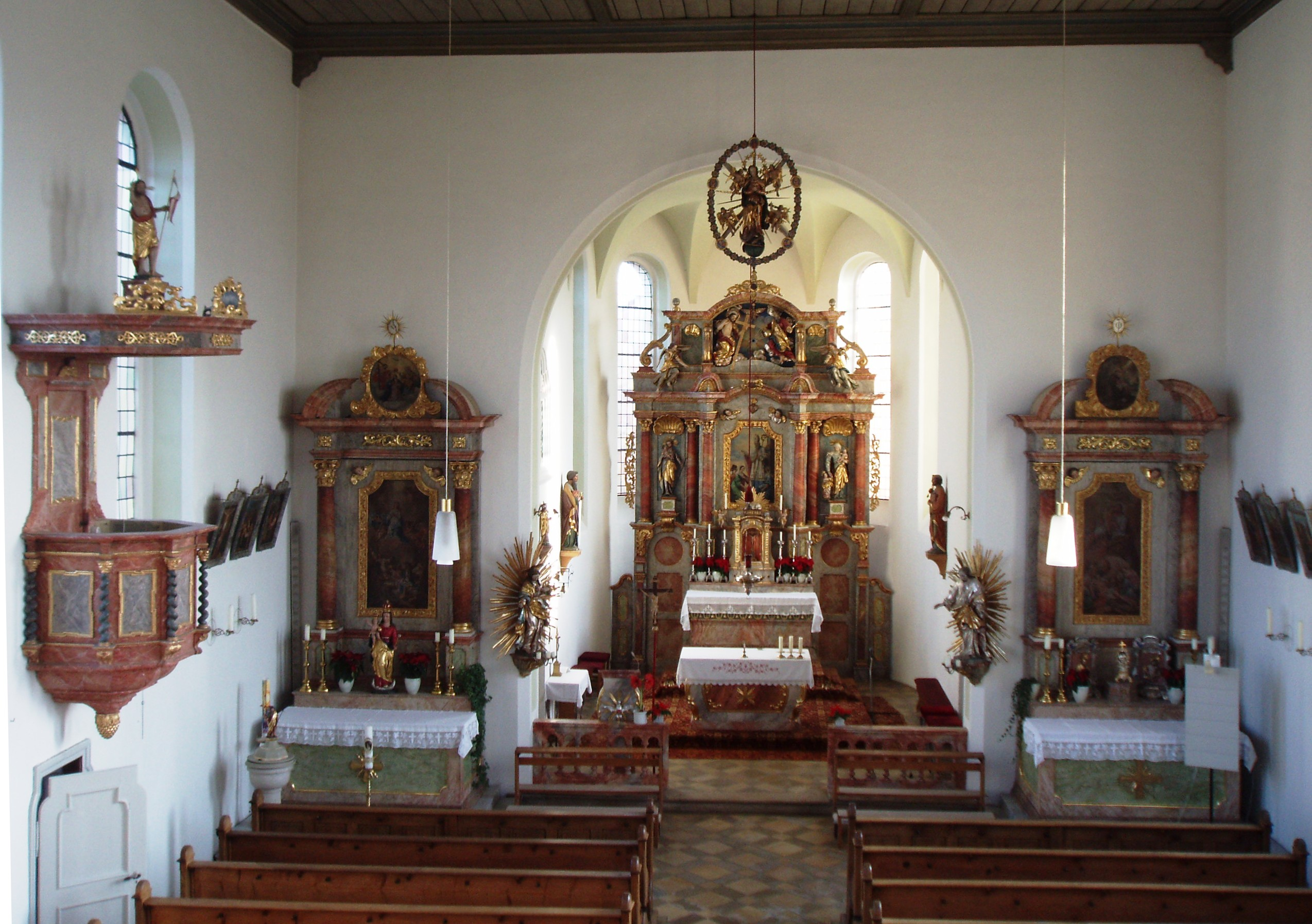
Hofstetten, Pfarrkirche, Barockausstattung

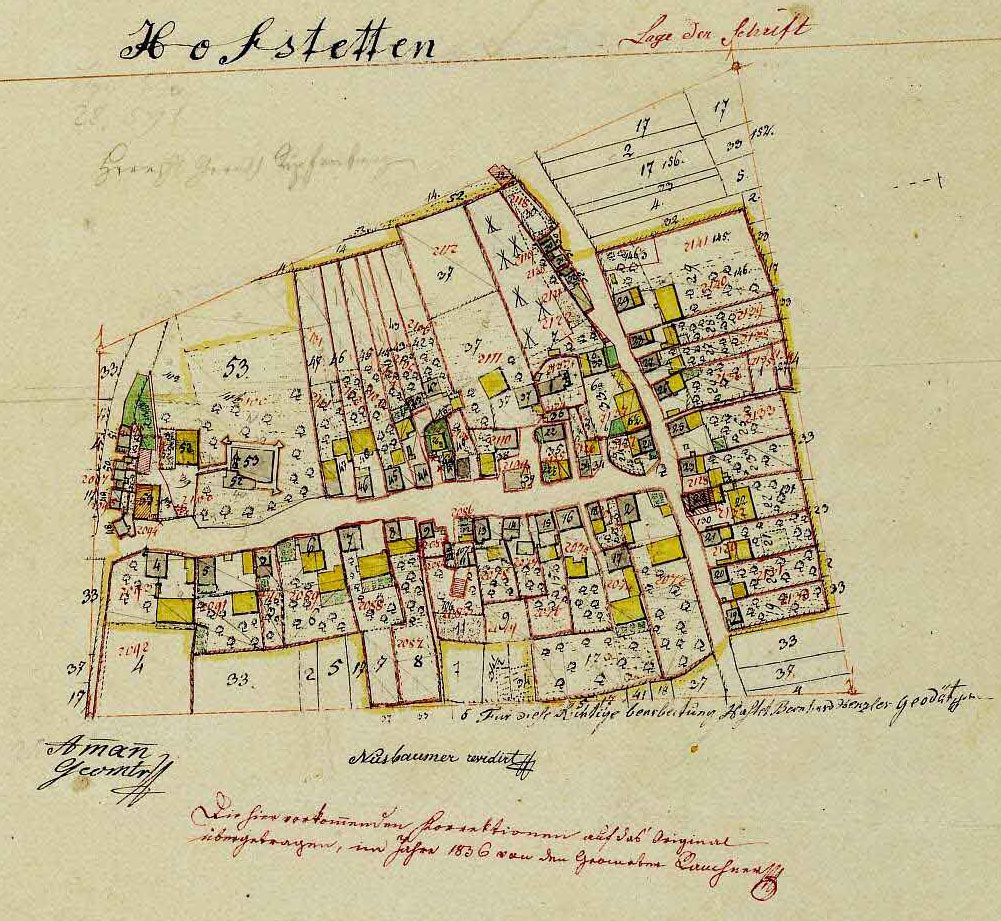
Ortsplan Hofstetten von 1813

- Das Schloss Hofstetten, heute im Privatbesitz, war seit 1466 dem Hochstift Eichstätt einverleibt. Im Dreißigjährigen Krieg wurde es von den Schweden schwer geplündert. 1694 wurde das fürstbischöfliche Jagdschloss, eine rechteckige Weiherhausanlage mit mittelalterlichem Bergfried, in der heutigen Gestalt von Jakob Engel vollendet. Neben dem fürstbischöflich-jagdlichen Zweck diente das Schloss den Ingolstädter Jesuiten als Feriendomizil.
- Die Pfarrkirche St. Nikolaus ist ein barocker Neubau von 1710, der im Auftrag von Fürstbischof Johann Anton I. Knebel von Katzenelnbogen nach Plänen von Jakob Engel errichtet wurde, und 1896 durch einen neugotischen Neubau von Friedrich Niedermeier, Regensburg, ersetzt wurde. Mit der Restaurierung 1937/38 wurde die barocke Ausstattung des Vorgängerbaus wieder hergestellt. Bischof Otto von Eichstätt weihte hier zwischen 1182 und 1189 eine Vorgängerkirche, von der noch der Turm steht; über dem romanischen Unterbau erhebt sich ein barocker Aufbau des 18. Jahrhunderts mit Kuppel. Von den Holzfiguren im Innern ist ein spätgotisches Relief der Geburt Christi mit drei singenden Engeln erwähnenswert (um 1480). Der heilige Josef mit dem Jesuskind ist eine „edle Arbeit“ (Mader, Kunstdenkmäler) um 1780, eventuell von Joseph Anton Breitenauer. An der rechten Langhauswand hängt ein Renaissance-Kruzifix aus der Werkstatt von Loy Hering. Die barocke Kanzel wurde 1960 aus St. Sebasti, Ingolstadt, erworben. Auf dem Friedhof findet man einige Grabsteine der Rokokozeit und des Klassizismus.
- Der ehemalige Pfarrhof wird erstmals 1616 erwähnt. Er weist Wappen des Eichstätter Fürstbischofs Johann Christoph von Westerstetten auf und ist ein zweigeschossiger Bau im Jurahaus-Stil.
- Westlich von Hofstetten sind die Reste einer spätkeltischen Viereckschanze nachgewiesen.
- Liste der Baudenkmäler in Hofstetten.